# 新平左郡
新平左郡，中国南北朝时设置的郡。
南朝齐武帝永明八年（490年）之前置新平左郡，属郢州。治所在湖北省安陆市、应城市、京山市之地，下辖平阳县、新市县、安城县。应为侨置新平郡所置。永明六年（488年），齐朝以郢州蛮田何代为试守新平左郡太守。南梁、南陈废新平左郡。